# Violeta Montenegro
Violeta Montenegro (Paraná, 13 de julio de 1938) es una actriz, bailarina, coreógrafa y vedette argentina que incursionó notablemente en el teatro, cine y televisión.

## Carrera
Con exótica belleza, fuertes rasgos marcados y ojos claros, Violeta Montenegro supo dejar su marca sobre las tablas de la mayoría de los populares teatros de la época como el Maipo, Tabarís, Astros y El Nacional, hasta la famosa Calle Corrientes. Se inició en las tablas junto a su hermana, la también bailarina Olga Montenegro, quien hizo revistas en el Maipo, el Nacional y el Cómico.
Violeta trabajó junto a grandes capo cómicos como Don Pelele, Alberto Olmedo, Osvaldo Pacheco y Javier Portales, pero fue con la revista de José Marrone y Adolfo Stray Buenos Aires al verde vivo (1972) donde cumplió el rol de primera vedette.
Siendo muy joven fue contratada como primera bailarina por el empresario Joaquín Gassa, donde hasta entonces solo sabía bailar clásicos, pero al llegar a Europa estudió artes modernos. Tras el golpe de Estado que inició la dictadura de Aramburu, se exilió de Argentina por un tiempo desde 1958. Allí triunfó como primera bailarina en Italia permaneciendo durante un año en Milán. Luego incursionó en el cine extranjero al trabajar como bailarina en el film Europa de Notte. Pudo triunfar como bailarina en Los Ángeles (Estados Unidos), junto con exitosas primeras figuras como Elizabeth Taylor con quien hizo la película Cleopatra en 1961, dirigido por Joseph L. Mankiewicz.
Trabajó en el Teatro Olimpia de París durante cuatro meses como estrella absoluta.
Luego de años de ausencia, regresó a la Argentina para participar del programa Almorzando con Mirtha Legrand, como invitada especial en 1980, para dar conversación sobre la llamada "Guerra de las Vedettes".
En los años 1980 le ganó un juicio a la vedette Susana Giménez (n. 1944), quien comentó que el show que realizaba Montenegro en un teatro de revistas era un «show pornográfico».
Su última actuación en el país fue en 1992 en Villa Carlos Paz (provincia de Córdoba).
Desde los años 1990, establecida en la ciudad de Benidorm (España), está dedicada a la enseñanza de baile y a dirigir grupos de gente adulta que encuentra otro sentido a la vida a través de las tablas. Por eso fue condecorada por el alcalde de Benidorm por su labor social, ya que sus puestas en escena tienen fines solidarios como recaudar fondos para la lucha contra el mal de Alzheimer y otras enfermedades.
Estuvo casada por muchos años con el actor y bailarín Fernando Reyna a quien conoció en su gira por Europa, con quien tuvieron a su hija también artista Alejandra Montenegro.

## Filmografía
- 1960: Europa de notte.[4]
- 1961: Cleopatra.[4][1]
- 1963: El gatopardo (Il Gattopardo), película italiana, donde hizo la coreografía y bailó el vals.[4]
- 1963: Sexy proibitíssimo (documental).[4]
- 1965: Tentazioni proibite (documental).[4]

## Televisión
- 1972-1976: El Chupete, programa cómico de televisión protagonizado por Alberto Olmedo, con Dorys del Valle, las hermanas Ethel Rojo y Gogó Rojo, Ernesto Bianco, Marcos Zucker, Juan Carlos Calabró, Augusto Codecá, entre otros.
- 1972: Revistas de revistas programa de televisión, con Dorita Burgos, Rafael Carret, Hugo del Carril, Mariquita Gallegos, Guido Gorgatti, Beba Granados y Julio López.

## Teatro
- 1971: El Maipazo edición extra (o El Maipazo sigue andando), en reemplazo de Nélida Lobato.
- 1972: Buenos Aires al verde vivo, estrenada en el Teatro El Nacional.
- 1972: Mar del Plata al verde vivo, en el Teatro Atlantic.
- 1973: El divorcio no es divorcio, junto a Quique Camoiras, estrenado en el Teatro Cervantes.
- 1975: Aleluya Buenos Aires, en el Teatro Maipo, con José Marrone, Alberto Olmedo, Norma Pons, Javier Portales, Mimí Pons, Osvaldo Pacheco, Nene Morales, Lise Belanger, Rudy Chernicoff, José Antonio, Esteban Greco, Miguel Jordán, Karold Iujas, Guadalupe (actriz), Yeli Fontan, Janet Mac Gregor, Alfredo Jiménez y Naanim Timoyko.
- 1980: Los años locos del Tabarís, con Alberto Anchart, Mario Sánchez, Moria Casán, Orlando Marconi, Carmen Barbieri, Tandarica y Carlos Scazziotta.
- 1981: ¿Vio... la revista?, en el Teatro Astros junto a Osvaldo Pacheco, Adriana Aguirre, Juan Carlos Calabró, Don Pelele, Tristán, Mario Sapag, Rudy Chernicoff, Graciela Butaro, Perla Caron, Miguel Jordán, Cacho Bustamante y Pina Pinal, entre otros.
- 1981: La revista debe seguir, de Carlos A. Petit, estrenada en el Teatro Santa Fe, de Mar del Plata. Junto a Zulma Faiad, Mario Sánchez y Tandarica.
- 1985: ¿Si esto no es revista, la revista adónde está?, con Don Pelele y Alfredo Barbieri.
- 1992: Amores "a la serrana", con Noemí Alan, Alberto Locati, Adrién Facha Martel y Edgardo Moreira.[5]
- 2013: Sortilegio de La Copla. Como directora de teatro del grupo sociocultural El Desguace, en la ciudad de Benidorm.[3]